# Кучинські ювілейні кури
Кучинські ювілейні кури — м'ясо-яєчна порода курей. Виведена на племінному заводі «Кучинський» Московської області схрещуванням російських білих курей, Нью-Гемпшир, род-айланд, австралорп, білих плімутрок і ливенских курей. Назву отримала в зв'язку з 25-річним ювілеєм заводу (1954), затверджена в 1990. Оперення птахів червоне, грива і поперек золотисті, груди і хвіст чорні; кури світло-червоні із золотистою гривою. Є різновиди з золотистим або бурим оперенням. Добові курчата покриті коричневим пухом; крила у курочок темні, у півників світліші. Жива маса півнів 3,5-3,7 кг, курей 2,6-2,7 кг. Несучість 180—200 яєць в рік. Маса яйця 59-61 г, шкаралупа світло-коричнева. Інстинкт насиджування розвинений слабо. М'ясо містить велику кількість білка (більше 25 % в грудних м'язах), відрізняється високими смаковими якостями. Невибагливі, добре адаптуються до різних кліматичних умов, користуються популярністю у птахівників-любителів, поширені повсюдно в Росії і країнах СНД.